# Японский концертный тур Led Zeppelin 1972 года
Концертный тур группы Led Zeppelin проходивший осенью 1972 года на территории Японии, в период с 2 по 10 октября. Для группы это был второй официальный визит в эту страну, после этого Led Zeppelin в Японии не выступали.

## История
Турне состоялось вскоре после записи пятого альбома группы Houses of the Holy. Во время концертов две композиции с этой пластинки были впервые исполнены группой вживую — «The Song Remains the Same» и «The Rain Song». Во время исполнения этих треков Джимми Пейдж использовал гитару Gibson EDS-1275 с двойным грифом, ставшую визитной карточкой его сценического амплуа. Также группа исполняла другие песни с нового альбома, но они уже обкатывались во время предыдущих концертных туров.
Именно во время этих гастролей басист Джон Пол Джонс впервые сыграл на меллотроне. Он использовал его в композициях «Stairway to Heaven», «The Rain Song» и «Thank You». Он также использовал контрабас, во время исполнения композиции «Bron-Yr-Aur Stomp».
Некоторые критики отмечали, что именно во время этого турне у фронтмена Роберта Планта начались проблемы с вокалом, поскольку он, по видимому, начал терять своей чрезвычайно высокий вопль, характерный для предыдущих концертных туров Led Zeppelin, а также для студийных альбомов группы. В частности, Плант заметно напрягался во время исполнения песни «Rock and Roll», что привело к изменению её мелодии в сторону более низкого музыкального регистра. Впоследствии в таком варианте она исполнялась во время всех будущих гастролях коллектива.
Во время этого тура Джонс купил традиционный японский струнный инструмент под названием кото. Позже он использовал этот инструмент во время записи своей сольной пластинки Zooma (1999).

## Сет-лист
Отказ музыкантов от акустического сета привёл к тому, что сет-листы стали короче, чем те, что звучали в последующих турах, а концерты теперь стали более приемлемыми по хронометражу — около двух часов. Практически на всех концертах список композиций состоял из следующих песен:
1. «Rock and Roll» (Джимми Пейдж, Роберт Плант, Джон Пол Джонс, Джон Бонэм)
2. «Out on the Tiles» (вступление) (Пейдж, Плант, Бонэм) / «Black Dog» (Пейдж, Плант, Бонэм)
3. «Over the Hills and Far Away»[англ.] (Пейдж, Плант)
4. «Misty Mountain Hop» (Джонс, Пейдж, Плант)
5. «Since I’ve Been Loving You» (Пейдж, Плант, Джонс)
6. «Dancing Days» (Пейдж, Плант)
7. «Bron-Yr-Aur Stomp»[англ.] (Пейдж, Плант, Джонс)
8. «The Song Remains the Same» (Пейдж, Плант)
9. «The Rain Song» (Пейдж, Плант)
10. «Dazed and Confused» (Пейдж)
11. «Stairway to Heaven» (Пейдж, Плант)
12. «Moby Dick» (Бонэм, Джонс, Пейдж) (только 5 и 9 октября)
13. «Whole Lotta Love» (Пейдж, Плант, Бонэм, Джонс, Вилли Диксон)

Выходы «на бис» (вариации):
- «Heartbreaker» (Пейдж, Плант, Бонэм,) (только 2 и 4 октября)
- «Immigrant Song» (Пейдж, Плант)
- «Thank You» (Пейдж, Плант) (только 5 октября)
- «The Ocean»[англ.] (Бонэм, Джонс, Пейдж, Плант) (только 3 октября)
- «Communication Breakdown» (Бонэм, Джонс, Пейдж) (только 2 октября)
- «Stand by Me» (Бен Кинг, Джерри Либер, Майк Столлер) (исполнена в Осаке 9 октября)

На протяжении гастролей в сет-листе происходили некоторые изменения в чередовании песен, а также замены композиций.

## Расписание концертов
| Дата            | Город | Страна | Место                      |
| --------------- | ----- | ------ | -------------------------- |
| 2 октября 1972  | Токио | Япония | Ниппон Будокан             |
| 3 октября 1972  | Токио | Япония | Ниппон Будокан             |
| 4 октября 1972  | Осака | Япония | Festival Hall              |
| 5 октября 1972  | Нагоя | Япония | Nagoya Civic Assembly Hall |
| 9 октября 1972  | Осака | Япония | Festival Hall              |
| 10 октября 1972 | Киото | Япония | Kyoto Kaikan               |